# 趙嗣美
趙嗣美，山西澤州直隸州人，清朝政治人物、進士出身。

## 生平
順治三年，登丙戌科進士二甲。顺治七年，升任福建按察使司佥事、分巡建南道。